# Eduardo Verástegui (álbum)
Eduardo Verástegui es el título del álbum debut de estudio homónimo en solitario grabado por el cantante y actor mexicano Eduardo Verástegui. El disco fue grabado en la ciudad de Miami, Florida tras la salida de Verástegui de la boyband Kairo, donde conformó un trío musical con Jean Paul Forat Morales y Francisco Carlos Zorrilla González. Verástegui había grabado dos exitosos álbumes de estudio con Kairo: Signo del tiempo (1994) y Gaudium (1995), además de los recopilatorios Cara a cara en 1996 y Éxitos en 1997.
El álbum fue lanzado al mercado por la compañía discográfica Universal Music Latin Entertainment el 5 de junio de 2001. Hasta la fecha es el único trabajo discográfico como solista publicado por Verástegui, quien en los últimos años se ha desempeñado como actor y productor cinematográfico.

## Lista de canciones
| Eduardo Verástegui |                        |                          |          |  |
| N.º                | Título                 | Escritor(es)             | Duración |  |
| 1.                 | «Yo no sé perder»      | Estéfano                 | 4:55     |  |
| 2.                 | «Estoy aquí por ti»    | Estéfano                 | 4:43     |  |
| 3.                 | «Tequila»              | Estéfano                 | 4:15     |  |
| 4.                 | «Vivo la locura»       | Estéfano                 | 5:16     |  |
| 5.                 | «Luces de la ciudad»   | Estéfano                 | 3:31     |  |
| 6.                 | «Por ti»               | Donato Póveda            | 4:26     |  |
| 7.                 | «Baila»                | Donato Póveda · Estéfano | 3:31     |  |
| 8.                 | «Por falta de tu amor» | Omar Alfanno             | 4:22     |  |
| 9.                 | «A partir de hoy»      | Erika Ender              | 3:53     |  |
| 10.                | «Suave»                | Estéfano                 | 4:07     |  |